# Список ступ в Непале

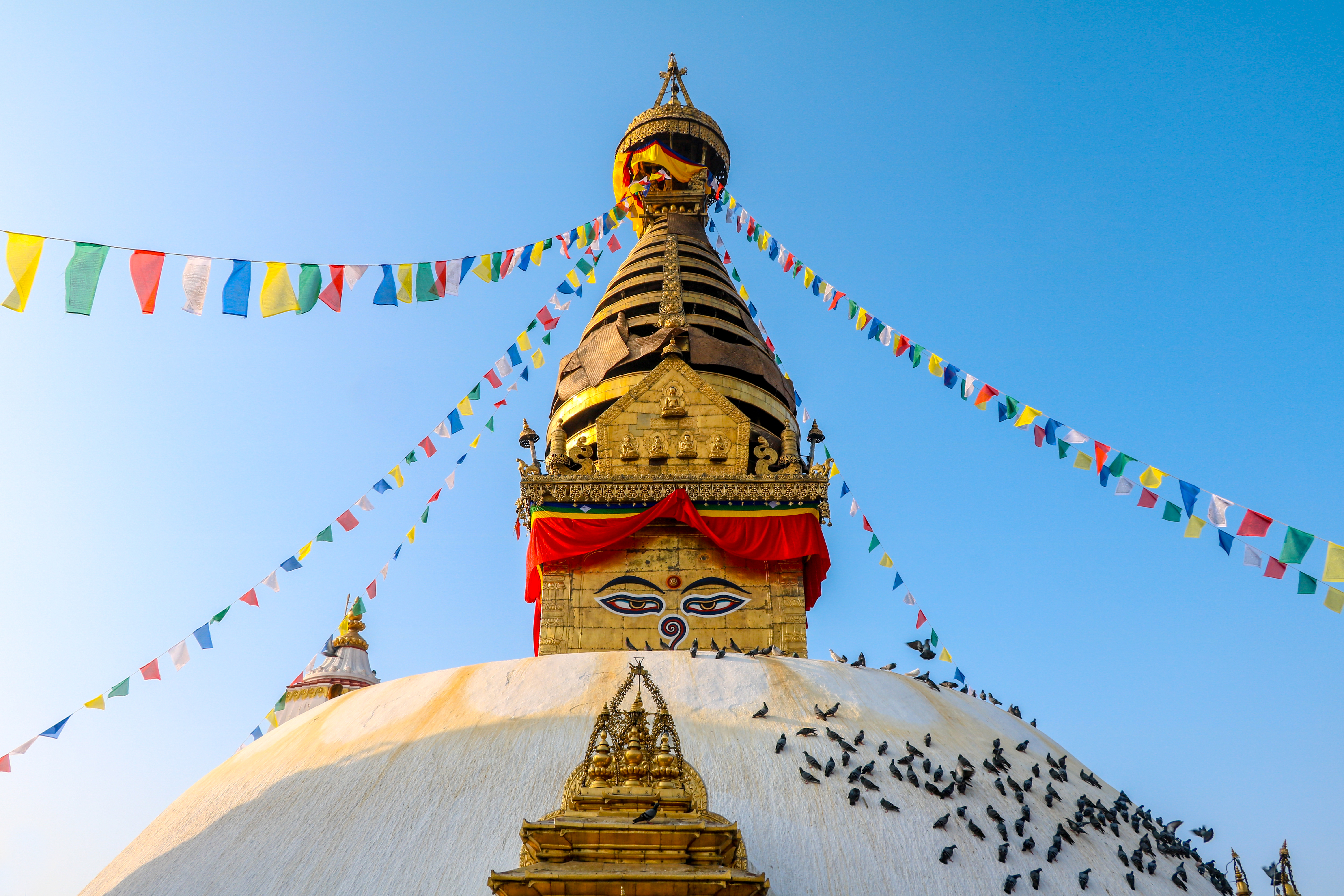
Сваямбунатх — одна из старейших известных ступ Непала.

Ступы в Непале восходят к периоду Личчави. Ступа это полусферическое сооружение, содержащее реликвии, которые образуют места для медитации. Сваямбунатх — одно из самых старейших известных зданий в стране, вероятно построенное в 5 веке. Он был построен в Сваямбху, Катманду, где земля была объявлена священной для Сиддхартхи Гаутамы.

## Список ступ
| Denotes UNESCO Heritage Site | Обозначает объект наследия ЮНЕСКО |

| Имя                                  | Изображение | Расположение | Координаты                      | Установленный                                            | Прим.                |
| ------------------------------------ | ----------- | ------------ | ------------------------------- | -------------------------------------------------------- | -------------------- |
| Боднатх                              | height      | Катманду     | 27°43′17″ с. ш. 85°21′43″ в. д. | После 6 века                                             | [ 3 ] [ 4 ] [ 5 ]    |
| Ступа Чарумати                       | height      | Катманду     | 27°42′57″ с. ш. 85°20′45″ в. д. | В 4 веке                                                 | [ 6 ] [ 7 ]          |
| Великая Ступа Лотоса Дрикунг Кагьюда | height      | Лумбини      | 27°29′03″ с. ш. 83°16′20″ в. д. | В 1998 году                                              | [ 8 ] [ 9 ]          |
| Каате Сваямбху                       | height      | Катманду     | 27°42′32″ с. ш. 85°18′32″ в. д. | В 1650 году                                              | [ 10 ] [ 11 ]        |
| Золотой храм Мьянмы                  | height      | Лумбини      | 27°28′33″ с. ш. 83°16′40″ в. д. | —                                                        | [ 12 ]               |
| Ступа Рамаграма                      | height      | Параси       | 27°29′52″ с. ш. 83°40′52″ в. д. | Обнаружен в 1899 году; датируется 483 годом до нашей эры | [ 13 ] [ 14 ] [ 15 ] |
| Шанти Ступа                          | height      | Покхара      | 28°12′04″ с. ш. 83°56′43″ в. д. | В 1947 году                                              | [ 16 ]               |
| Сваямбунатх                          | height      | Катманду     | 27°42′54″ с. ш. 85°17′24″ в. д. | В 5 веке                                                 | [ 17 ]               |
| Ступа Шанти, Покхара                 | height      | Лумбини      | 27°29′57″ с. ш. 83°16′35″ в. д. | В 2001 году                                              | [ 18 ] [ 19 ]        |